# UFC Fight Night: Cowboy vs. Edwards
UFC Fight Night: Cowboy vs. Edwards (conosciuto anche come  UFC Fight Night 132) è stato un evento di arti marziali miste tenuto dalla Ultimate Fighting Championship il 23 giugno 2018 al Singapore Indoor Stadium di Kallang, a Singapore.

## Risultati
|                                   | Divisione             |                    |                 |                    | Metodo                                      | Round           | Tempo           | Premio          |
| Card Principale                   | Card Principale       | Card Principale    | Card Principale | Card Principale    | Card Principale                             | Card Principale | Card Principale | Card Principale |
| --------------------------------- | --------------------- | ------------------ | --------------- | ------------------ | ------------------------------------------- | --------------- | --------------- | --------------- |
|                                   | Pesi welter           | Leon Edwards       | batte           | Donald Cerrone     | Decisione unanime (48-47, 48-47, 48-47)     | 5               | 5:00            |                 |
|                                   | Pesi mediomassimi     | Ovince Saint Preux | batte           | Tyson Pedro        | Sottomissione (americana)                   | 1               | 2:54            | POTN            |
|                                   | Pesi mosca femminili  | Jessica Eye        | batte           | Jessica-Rose Clark | Decisione unanime (30-27, 29-28, 29-28)     | 3               | 5:00            |                 |
|                                   | Pesi welter           | Li Jingliang       | batte           | Daichi Abe         | Decisione unanime (30-26, 30-27, 30-27)     | 3               | 5:00            |                 |
| Card Preliminare (UFC Fight Pass) |                       |                    |                 |                    |                                             |                 |                 |                 |
|                                   | Pesi piuma            | Petr Yan           | batte           | Teruto Ishihara    | KO (pugni)                                  | 1               | 3:28            |                 |
|                                   | Pesi gallo            | Song Yadong        | batte           | Felipe Arantes     | KO tecnico (gomitata e pugni)               | 2               | 4:59            | POTN            |
|                                   | Pesi piuma            | Shane Young        | batte           | Rolando Dy         | KO tecnico (gomitata e pugni)               | 2               | 4:40            | FOTN            |
|                                   | Pesi welter           | Song Kenan         | batte           | Felipe Arantes     | KO tecnico (pugni)                          | 2               | 4:45            |                 |
|                                   | Pesi welter           | Jake Matthews      | batte           | Shinshō Anzai      | Sottomissione tecnica (rear-naked choke)    | 1               | 3:44            |                 |
|                                   | Pesi paglia femminili | Yan Xiaonan        | batte           | Viviane Pereira    | Decisione unanime (29-28, 29-28, 30-27)     | 3               | 5:00            |                 |
|                                   | Pesi mosca            | Matt Schnell       | batte           | Naoki Inoue        | Decisione non unanime (29-28, 28-29, 29-28) | 3               | 5:00            |                 |
|                                   | Pesi mosca            | Ulka Sasaki        | batte           | Jenel Lausa        | Sottomissione (rear-naked choke)            | 2               | 4:04            |                 |
|                                   | Pesi mosca femminili  | Kim Ji-yeon        | batte           | Melinda Fabian     | Decisione non unanime (29-28, 28-29, 29-28) | 3               | 5:00            |                 |

## Premi
I lottatori premiati ricevettero un bonus di 50.000 dollari.
Legenda:
- FOTN: Fight of the Night (vengono premiati entrambi gli atleti per il miglior incontro dell'evento)
- POTN: Performance of the Night (viene premiato il vincitore per la migliore performance dell'evento)